# Lijst van burgemeesters van Aalsmeer
Dit is een lijst van burgemeesters van de Nederlandse gemeente Aalsmeer in de provincie Noord-Holland.
| Ambtsperiode                         | Naam burgemeester           | Partij of stroming | Bijzonderheden                                                                                           |
| ------------------------------------ | --------------------------- | ------------------ | --- |
| 1811 - 1812                          | Dirk Jansz. Segstro         |                    | |
| 1812 - 1835                          | Jacob van Zijverden         |                    | |
| 1836? - 1844                         | M.F. van Ommeren            |                    | |
| 1845 - 1853                          | A. Met                      |                    | |
| 1853 - 1878                          | mr. Jacobus Tak (1817-1878) |                    | tevens burgemeester van Uithoorn                                                                         |
| 1879 - 1883                          | P. Pranger                  |                    | daarna burgemeester van Egmond aan Zee en Egmond-Binnen                                                  |
| 1883 - 1887                          | J.M. de Kempenaer           |                    | daarna burgemeester van Voorschoten                                                                      |
| 1883 - 1914                          | J.G. Heijdanus              |                    | |
| 1914 - 1941                          | J. Kastelein                |                    | eerder burgemeester van Ransdorp: vader van Dirk Kastelein (burgemeester van Zierikzee resp. Loosdrecht) |
| 1941 - 1944                          | H.F.W. Kolb                 | NSB                | eerder burgemeester van Zuid- en Noord-Schermer                                                          |
| 1944 - 1945                          | J. Westenberg               |                    | |
| 1945 - 1946                          | P. van der Meer Pzn.        |                    | |
| 1946 - 1954                          | Dirk Henri Peereboom Voller |                    | |
| 1 november 1954 - 1965               | G.G. Loggers                |                    | Voorafgaand burgemeester van Wieringermeer                                                               |
| 1966 - 1985                          | mr. Leo Brouwer             | CHU / CDA          | |
| 1985 - 2007                          | mr. Joost Hoffscholte       | VVD                | |
| 15 augustus 2007 - 20 september 2012 | drs. Pieter Litjens         | VVD                | Voortijdig afgetreden na benoeming tot Tweede Kamerlid                                                   |
| 20 september 2012 - 4 juni 2013      | Theo van Eijk               | CDA                | Waarnemend                                                                                               |
| 4 juni 2013 - 1 mei 2015             | drs. Jobke Vonk-Vedder      | CDA                | Voortijdig afgetreden. Daarna burgemeester van Halderberge                                               |
| 13 mei 2015 - april 2019             | Jeroen Nobel                | PvdA               | waarnemend                                                                                               |
| 16 april 2019 - heden                | mr. Gido Oude Kotte         | CDA                | [ 3 ] |